# Sebastian Wellendorf
Sebastian Wellendorf (* 1977 in Osnabrück, Niedersachsen) ist ein deutscher Musikwissenschaftler und Fernseh- und Hörfunkjournalist.

## Leben
Von 1998 bis 2006 studierte Wellendorf Musikwissenschaft am Forschungszentrum Populäre Musik der Humboldt-Universität zu Berlin.
Als Moderator arbeitet er beim Westdeutschen Rundfunk Köln und beim Deutschlandfunk. Als Reporter im WDR Fernsehen begleitet er u. a. im Vorfeld von Bundes- und Landtagswahlen regelmäßig Politiker beim Wahlkampf. Für diese Berichte ist er mit dem Bremer Fernsehpreis ausgezeichnet worden. Wellendorf lebt in Köln.